# 国际选举制度基金会
国际选举制度基金会（英語：International Foundation for Electoral Systems，简称IFES）是一家成立于1987年的国际性非营利组织。总部位于美国弗吉尼亚州阿灵顿县，IFES为新兴民主国家的选举提供发展和援助支持。自1987年以来，IFES已经向145个国家提供了援助，目前在全球20多个国家有开展项目。
IFES宣称通过以下方式推进善政和民主权利：
- 向选举官员提供技术协助。
- 使代表性不足的人参与到政治进程之中。
- 通过实地研究改善选举周期。

IFES由民主党、共和党和国际社会成员组成的董事会监督，现任主席为Anthony Banbury。
IFES是非政府组织，在美国注册为501(c)(3)。

## 历史
IFES由克利夫顿·怀特于1987年9月19日创立，是对里根总统1982年威斯敏斯特演讲的响应，里根在演讲中强调促进民主的重要性。

## 资金
根据其官方网站，IFES从以下捐赠者（部分）获得资金：

| 美国政府 - 美国国际开发署 - 美国国务院 双边捐助者 - 澳大利亚国际发展署 - 加拿大全球事务部 - 英国国际发展部 - 芬兰外交部 - 挪威皇家外交部 - 瑞典国际发展合作署 | 多边捐助者 - 欧洲安全与合作组织 - 联合国，联合国开发计划署，其他联合国组织 |